# Aedes kolhapuriensis
Aedes kolhapuriensis är en tvåvingeart som beskrevs av Sathe och Girhe 2002. Aedes kolhapuriensis ingår i släktet Aedes och familjen stickmyggor.
Artens utbredningsområde är Maharashtra (Indien). Inga underarter finns listade i Catalogue of Life.